# Channagiri
Channagiri là một thị xã panchayat của quận Davanagere thuộc bang Karnataka, Ấn Độ.

## Địa lý
Channagiri có vị trí 14°02′B 75°56′Đ / 14,03°B 75,93°Đ Nó có độ cao trung bình là 662 mét (2171 foot).

## Nhân khẩu
Theo điều tra dân số năm 2001 của Ấn Độ, Channagiri có dân số 18.517 người. Phái nam chiếm 52% tổng số dân và phái nữ chiếm 48%. Channagiri có tỷ lệ 71% biết đọc biết viết, cao hơn tỷ lệ trung bình toàn quốc là 59,5%: tỷ lệ cho phái nam là 74%, và tỷ lệ cho phái nữ là 67%. Tại Channagiri, 13% dân số nhỏ hơn 6 tuổi.